# Ivan Kuzmenko
Ivan Kuzmenko (in ucraino: Иван Кузменко; Dnipro, 15 settembre 1912 – Campo di concentramento di Syrec', 24 febbraio 1943) è stato un calciatore sovietico, di ruolo attaccante.
È noto per aver disputato con la squadra Start FC, durante l’invasione della Germania nazista in Ucraina, la famosa “Partita della Morte” il 9 agosto 1942.
Venne arrestato e portato nel campo di concentramento di Syrec’, dove venne fucilato.